# Bisola Aiyeola
Bisola Aiyeola, née le 21 janvier 1986, est une actrice, chanteuse, présentatrice et entrepreneure nigériane.
Elle débute dans le divertissement en participant à une émission musicale avant de se faire connaître en 2017 grâce à Big Brother Naija. Elle poursuit sa carrière en tant qu’animatrice et actrice.
Au cinéma, elle joue dans plusieurs films Nollywood à partir de 2017 et coproduit également un film en 2020.
En parallèle, elle investit en 2021 dans l’application Amaze et lance en 2023 sa marque de cosmétiques Brown Girls Magic.

## Biographie

### Enfance
Bisola Aiyeola grandit avec sa mère, qui l’élève seule après le départ de son père à ses trois ans. Celle-ci perd ses deux magasins à Lagos dans un incendie, plongeant la famille dans la précarité avant de trouver refuge chez des proches.

### Carrière
Bisola Aiyeola commence sa carrière dans l’industrie du divertissement en 2006.
Elle se fait remarquer en 2008 en participant à Project Fame West Africa, où elle termine cinquième. Par la suite, elle devient animatrice télé pour Billboard Nigeria et décroche un rôle principal dans la série Life of a Nigerian Couple,.
Elle gagne en notoriété en 2017 avec Big Brother Naija, où elle termine première dauphine. L'année suivante, elle reçoit le AMVCA Trailblazer Award et signe un contrat avec Temple Management. Elle joue ensuite dans plusieurs films Nollywood, dont Picture Perfect (2017), Chief Daddy (2018), Sugar Rush (2019) et This Lady Called Life (2020),,.  En 2020, elle co-produit son premier film, Introducing The Kujus,.
En parallèle, elle développe sa carrière musicale et sort en 2019 le clip de Heartbroken, une chanson R&B produite par Gray Jones et issue de son EP Bisola the Playlist. Elle interprète également d'autres titres, dont Controlla, Lucia et Good Old Days.
Elle se lance dans l'entrepreneuriat en 2021 en investissant dans Amaze, une application qui connecte les talents africains à leurs fans via des vidéos personnalisées et des dédicaces,.
À la télévision, elle anime en 2022 Family Feud Nigeria, un jeu télévisé où des familles s'affrontent pour deviner les réponses les plus populaires à des sondages. Elle présente également la saison 2 de Shoot Your Shot, une émission de télé-réalité romantique d'Africa Magic, et joue dans la série Flawsome.
En 2023, elle co-présente l’annonce des nominations des AMVCA aux côtés d’Adjetey Anang et lance Brown Girls Magic, une marque de cosmétiques dédiée aux peaux brunes,. L’année suivante, elle joue dans la série School of Hearts, produite par Temple Motion Pictures et tournée à Lagos.

### Autres engagements
Bisola Aiyeola prend part à la 72e Assemblée Générale des Nations Unies à New York en tant qu’ambassadrice de l’initiative One Campaign, engagée en faveur de l’éducation des jeunes filles,.
En 2018, Bisola Aiyeola est reconnue par l’organisation ONE pour son engagement en faveur des droits des femmes. En tant qu’ambassadrice de l’organisation, elle est distinguée pour son travail de sensibilisation sur l’égalité des genres.

## Récompenses et nominations
| Année | Récompense                               | Catégorie                                          | Film                       | Résultat | Référence |
| ----- | ---------------------------------------- | -------------------------------------------------- | -------------------------- | -------- | --------- |
| 2017  | Best of Nollywood Awards (en)            | Meilleure actrice dans un second rôle – Anglais    | Picture Perfect            | Nommée   | ,.        |
| 2018  | Africa Magic Viewers' Choice Awards      | Trail Blazer Award                                 | —                          | Gagnante | [ 19 ]    |
| 2020  | Best of Nollywood Awards (en)            | Meilleure actrice dans un second rôle (Anglais)    | Sugar Rush (en)            | Gagnante | [ 20 ]    |
| 2020  | Best of Nollywood Awards (en)            | Meilleure actrice dans un rôle principal (Anglais) | This Lady Called Life (en) | Nommée   | [ 21 ]    |
| 2022  | Africa Magic Viewers' Choice Awards (en) | Meilleure actrice dans une comédie                 | Dwindle (en)               | Nommée   | ,         |
| 2022  | Africa Magic Viewers' Choice Awards (en) | Meilleure actrice dans un second rôle              | Sugar Rush (en)            | Nommée   | ,         |
| 2022  | Africa Magic Viewers' Choice Awards (en) | Meilleure actrice dans un drame                    | This Lady Called Life      | Nommée   | ,         |

## Filmographie

### Télévision
- 2008 : Project Fame West Africa (en) (émission de téléréalité) : Candidate, 5ᵉ place
- 2011-2013 : Billboard Nigeria (émission télévisée) : Animatrice sur Silverbird Television
- 2015 : Husbands of Lagos (en) (série télévisée) de Kabat Esosa Egbon : Sikira
- 2017 : Big Brother Naija (en) (émission de téléréalité) : Candidate, 1ʳᵉ dauphine
- 2022 : Family Feud Nigeria (jeu télévisé) : Animatrice
- 2022 : Flawsome (en) (série télévisée) : Ifeyinwa Okoro
- 2024 : Iwájú (série télévisée) : Voix de Happiness

### Cinéma
- 2016 : Picture Perfect (en) de Tope Alake : Kiksy
- 2017 : Ovy's Voice (en) de Dimeji Ajibola : Ovy
- 2017 : Two Grannies and a Baby de Toka McBaror (en) : Rosa
- 2017 : Chasing Rainbows de Desmond Elliot : Siki
- 2017 : Something Wicked (en) de Yemi Morafa : Clarissa
- 2017 : Ben Quick de Toka McBaror : Dorathy
- 2018 : Payday de Cheta Chukwu : Ngozi
- 2018 : Chief Daddy (en) de Niyi Akinmolayan (en) : Chef Simbi
- 2019 : Gold Statue (en) de Tade Ogidan (en) : Samira
- 2019 : The Bling Lagosians (en) de Bolanle Austen-Peters : Kiki Princewill
- 2019 : Sugar Rush (film) (en) de Kayode Kasum (en) : Sola Sugar
- 2019 : Makate Must Sell (en) de Don Omope : Présentatrice radio
- 2019 : Let Karma de Seun Olaiya : Gabriella
- 2020 : This Lady Called Life (en) de Kayode Kasum : Aiyetide Folorunsho
- 2020 : Introducing the Kujus (en) de Biodun Stephen (en) : Mausi
- 2021 : Breaded Life (en) de Biodun Stephen : Tante Agy
- 2021 : Dwindle (film) (en) de Kayode Kasum et Dare Olaitan (en) : Officier Juliet
- 2022 : A Simple Lie (film) (en) de Biodun Stephen : Boma
- 2022 : Dinner at My Place (en) de Kevin Luther Apaa : Bisi
- 2022 : Ile Owo (en) de Dare Olaitan : Fijabi
- 2022 : Sistá de Biodun Stephen : Tiwatope
- 2022 : Palava! de Niyi Akinmolayan : Imade
- 2023 : The Kujus Again de Biodun Stephen : Mausi
- 2024 : Muri & Ko (en) de Biodun Stephen : Dinma
- 2024 : Adam Bol de Biodun Stephen : Madame Joy
- 2024 : Everybody Loves Jenifa (en) de Funke Akindele : Madame Bassey

## Discographie
- 2017 : Luchia (single)
- 2018 : Boda Luku (single)
- 2018 : Controlla (single)
- 2019 : Good Old Days (single)
- 2020 : Heartbroken (single)
- 2021 : Water & Fire (avec Jeff Akoh) (single)